# Чернов, Сергей Викторович
 Сергей Викторович Чернов (5 июня 1951, Москва, СССР) — советский баскетболист, советский и российский баскетбольный функционер, заслуженный тренер России, заслуженный работник физической культуры Российской Федерации, доктор педагогических наук, профессор. В 2003—2010 годах — президент Российской федерации баскетбола, с 2008 года — Председатель совета Единой Лиги ВТБ, в 2006—2010 годах — вице-президент ФИБА Европа, с 2010 года избран в центральное бюро ФИБА.

## Биография
Сергей Викторович Чернов родился 5 июня 1951 года в Москве. В юности он занимался футболом и баскетболом. В 1972 Сергей Чернов окончил Государственный центральный ордена Ленина институт физической культуры (ГЦОЛИФК). Затем он сразу стал работать тренером в ДЮСШ Советского района города Москвы. С 1980 года Чернов стал заместителем директора указанной детско-юношеской спортивной школы. В 1983 году Сергей Викторович по контракту уехал в Мавританию в качестве главного тренера национальной мужской сборной команды по баскетболу, с которой работал по ноябрь 1985 года. С ноября 1985 года он работал в федерации баскетбола СССР в системе подготовки сборных команд. 26 февраля 1986 года Сергею Викторовичу присвоено звание Заслуженный тренер РСФСР.
В 1991 году Чернов становится первым вице-президентом и исполнительным директором Федерации баскетбола СССР. В начале 1992 года его назначили начальником финансово-экономического отдела Российской федерации баскетбола, а в 1993 году — исполнительным директором федерации. Сергей Викторович Чернов участвовал в образовании мужской и женской Суперлиг, Высшей и Первой Лиг среди мужских и женских команд, а также Молодёжной Баскетбольной Ассоциации, Ассоциации уличного баскетбола и Ассоциации студенческого баскетбола. С 1 сентября 1996 года занимает должность исполнительного директора Некоммерческого учреждения (НУ) «Баскетбольная Суперлига».
С 25 апреля 2003 года Сергей Чернов является президентом общероссийской общественной организации Российская федерация баскетбола, переизбран на новый 5-летний срок — 4 февраля 2008 года. Он также с 12 сентября 2002 года входит в комиссию ФИБА по проведению международных соревнований. С 29 мая 2006 года по 15 мая 2010 года Сергей Чернов был Вице-президент европейской Международной федерации баскетбола ФИБА Европа. Сергей Викторович Чернов с 27 октября 2008 года является Председатель совета Единой Лиги ВТБ. По мнению Чернова Единая лига ВТБ может заменить российскую мужскую баскетбольную Суперлигу.
21 июля 2006 года Сергею Чернову присвоено ученое звание — доктор педагогических наук. 8 декабря 2006 года его избрали заведующим кафедрой теории и методики баскетбола Российского государственного университета физической культуры и туризма. 21 мая 2008 году Сергей Викторович стал профессором. На кафедре теории и методики баскетбола Российского государственного университета физической культуры и туризма открыта Высшая школа тренеров по баскетболу. 10 декабря 2009 года состоялся её первый выпуск.
В российском баскетболе существует проблема подготовки молодых баскетболистов, особенно на позицию Разыгрывающий защитник. Поэтому в сборную Россию по баскетболу привлекаются натурализованные иностранные баскетболисты (смотрите например: Холден Джон Роберт; Хаммон Бекки). Для её решения под руководством Чернова проводятся семинары для детских тренеров.
Сергею Викторовичу Чернову не удалось искоренить проблему некачественной работы судей в отдельных матчах баскетбольной Суперлиги А. После обнародования в интернете 20 мая 2010 года аудиозаписи, в которой судьи говорят о давлении на них со стороны "Чёрного", перед пятым матчем четвертьфинальной серии сезона 2009/2010 Динамо (Москва) — Локомотив-Кубань (Краснодар) разразился крупный коррупционный скандал. Чернов сделал заявление, что хочет покинуть пост исполнительного директора (НУ) «Баскетбольная Суперлига».

25 мая 2010 года на заседание представителей клубов мужской Суперлиги А официально была принята отставка Сергея Чернова с поста исполнительного директора Суперлиги А. 25 мая 2010 года Сергей Викторович заявил, что в отставку с поста президента РФБ сам не подаст. 15 июня 2010 года десять ведущих мужских баскетбольных клубов России вышли из Суперлиги А, поэтому последняя будет ликвидирована. На её основе будет создан Департамент по организации и проведению чемпионата России. Чернов объявил, что с клубами, которые вышли и организуют новую лигу, будут вестись переговоры о переуступке прав на проведение чемпионата России по баскетболу среди мужских команд. В интервью Советскому спорту от 19 июня 2010 года Сергей Чернов заявил, что Исполком РФБ рассмотрит дело о скандальной записи 2 июля 2010 года.
Во время Чемпионата мира по баскетболу 2010 на конгрессе Международной федерации баскетбола Сергей Чернов был избран в центральное бюро ФИБА.
12 ноября 2010 года Сергей Викторович на испокоме РФБ подал отставку с поста президента . Её он объяснил своей занятостью в центральном бюро ФИБА, невозможностью обеспечит финансирования в полном объёме для сборных России по баскетболу. 20 декабря 2010 года должна пройти отчетно-выборная конференция РФБ.

## Награды и звания
- Почётный знак «За заслуги в развитии олимпийского движения в России» (22 мая 2001 года)
- Почётный знак «За заслуги в развитии физической культуры и спорта» (30 мая 2001 года)
- Медаль «200 лет Министерству обороны» (30 августа 2002 года)
- Заслуженный работник физической культуры Российской Федерации (18 мая 2005 года)
- Медаль «В память 1000-летия Казани» (8 ноября 2005 года)
- Благодарность Президента Российской Федерации (7 декабря 2006 года)
- Знак Губернатора Московской области «За полезное» (10 октября 2007 года)
- Медаль «За вклад в развитие спортивного общества „Динамо“» (21 мая 2008 года)